# Coppa del Mondo di rugby femminile 1991
La Coppa del Mondo di rugby femminile 1991 (in inglese 1991 Women’s Rugby World Cup) fu la 1ª edizione della Coppa del mondo di rugby a 15 femminile per squadre nazionali.
All’epoca senza l’ufficialità dell’International Rugby Board, fu organizzata dalla Women’s Rugby Football Union, organismo di governo di tutto il rugby femminile in Gran Bretagna, con la collaborazione di alcuni club affiliati alla Welsh Rugby Union, che fornirono campi di gioco e sostegno logistico.
Fu solo quasi un decennio più tardi, tra fine anni novanta e inizio duemila, che l’IRB decise di legittimare a posteriori le due edizioni (compresa quella del 1994) non organizzate sotto la sua giurisdizione.
Il torneo, a inviti, si svolse in Galles tra 12 squadre tra cui quella dell’Unione Sovietica, che in tale occasione al contempo esordì in una grande manifestazione e disputò i suoi ultimi incontri perché a fine anno il suo Paese si sciolse, e vide la vittoria degli Stati Uniti in finale all’Arms Park di Cardiff contro l’Inghilterra per 19-6.
Benché dal punto di vista economico in passivo, poi ripianato in maniera non ufficiale dalla Rugby Football Union, la manifestazione è vista in retrospettiva come apripista dell’attività internazionale femminile d’alto livello.

## Storia

### L'organizzazione
Quando nacque l’idea di organizzare una competizione mondiale il rugby internazionale femminile era ancora giovane: il primo incontro tra due rappresentative nazionali (Paesi Bassi e Francia) risale al 1982; nel 1984 aveva esordito la Svezia, nel 1985 l’Italia, nel 1986 Belgio e Gran Bretagna, nel 1987 Canada, Galles e Inghilterra, ma a tutto il 1990 erano stati disputati meno di 50 test match.
Furono proprio le dirigenti che avevano dato vita alla nazionale della Gran Bretagna dapprima, e poi di quelle di Galles e Inghilterra poi, ad avere l’idea di allestire un torneo avente valore mondiale, sulla scorta di una competizione organizzata ad agosto 1990 a Christchurch dalla federazione femminile neozelandese e chiamata RugbyFest che vedeva la partecipazione, oltre che della squadra di casa, anche di Paesi Bassi, Stati Uniti e Unione Sovietica.
Deborah Griffin, fondatrice e presidente della Women’s Rugby Football Union, e tre sue collaboratrici e compagne di squadra inglesi, Sue Dorrington (statunitense di nascita ma britannica per matrimonio), Alice Cooper e Mary Forsyth, che si occuparono dei vari aspetti organizzativi e finanziari, contattarono le federazioni europee che già all’epoca schieravano squadre nazionali femminili; pur senza mezzi economici, o promesse mai mantenute di rimborsi e sponsorizzazioni, e il netto rifiuto sia della federazione inglese che dell’International Rugby Board di collaborare, riuscirono ad avere le necessarie adesioni per organizzare il torneo, che fu messo in calendario ad aprile 1991 e trovò l’ospitalità di alcuni club gallesi.
Nonostante la natura semiclandestina del torneo, le organizzatrici riuscirono a guadagnarsi uno spazio sulla stampa: il Times di Londra diede risalto alla competizione, menzionando anche la circostanza che, nonostante il disimpegno della federazione maschile, le ragazze inglesi potevano contare sulla collaborazione tecnica di Brian Moore, all’epoca tallonatore titolare degli Harlequins e della nazionale, e prestatosi per la circostanza a curare le rifiniture nelle sessioni d'allenamento.
Benché praticamente sconosciuto in Italia, il rugby femminile trovò un sostenitore d’eccezione in Paolo Rosi, ex giocatore internazionale e in seguito rinomato giornalista sportivo alla Rai, che sulla Stampa di Torino, alla vigilia del torneo, esortò a coltivare il giovane movimento e garantirgli «pieno diritto di cittadinanza».
La stessa Italia, peraltro, era tra le poche squadre che si presentavano alla competizione sotto la giurisdizione della federazione nazionale, essendo il rugby femminile azzurro passato dall’UISP alla diretta gestione della F.I.R. il 19 gennaio 1991; nazionali di peso come Inghilterra o la stessa Nuova Zelanda facevano capo a federazioni femminili autonome da quelle nazionali preesistenti e riconosciute dall’IRB.

### Il torneo
La partita d’apertura del torneo fu Inghilterra — Spagna a Swansea e vide una netta vittoria delle britanniche per 12-0; le squadre ritenute favorite (la stessa Inghilterra, gli Stati Uniti, la Francia e la Nuova Zelanda) rispettarono i pronostici e vinsero tutti i loro incontri nella fase a gironi; in tale frangente spiccò la vicenda della nazionale sovietica (l’unica formazione rugbistica di tale Paese ad avere preso parte a una rassegna mondiale, dopo il declino dell’offerta di quella maschile nel 1987 per ragioni politiche) che, arrivata in Gran Bretagna a soli due giorni dall’inizio del torneo, vi era stata inviata dalla propria federazione con fondi scarsissimi per vitto e alloggio (era stato garantito alle giocatrici solo il pagamento del viaggio), e le cui giocatrici, dopo la prima partita, tentarono di sostenersi vendendo a Cardiff diversi souvenir russi nonché i quantitativi di vodka e caviale che erano riuscite a contrabbandare all’aeroporto di Heathrow.
Una volta saputo delle loro difficoltà, le altre atlete supplirono in parte alla sussistenza delle colleghe sovietiche; un articolo dell’epoca del Guardian riferisce che un’industria dolciaria e un ristoratore gallese offrirono vitto, un anonimo donò 1 200 sterline e anche la madre di una delle giocatrici gallesi al torneo contribuì con ulteriori 100 sterline.
Nelle semifinali gli Stati Uniti batterono, relativamente a sorpresa, le neozelandesi per 7-0, mentre l’Inghilterra non ebbe problemi contro la Francia; la finale disputata all’Arms Park di Cardiff vide le inglesi andare in vantaggio nel primo tempo per 6-0, chiudere la prima frazione sul 6-3 per poi subire 16 punti (tre mete, due delle quali trasformate) dalle nordamericane che si imposero 19-6 e vinsero la competizione, all’epoca ancora non ufficiale.
Per le atlete statunitensi si trattò del ritorno alla vittoria del loro Paese in una manifestazione rugbistica dopo il titolo olimpico del 1924 a Parigi della rappresentativa maschile, e al 2018 il più recente.

## Squadre partecipanti
| Americhe               | Asia       | Europa                                                                                       | Oceania         |
| ---------------------- | ---------- | -------------------------------------------------------------------------------------------- | --------------- |
| - Canada - Stati Uniti | - Giappone | - Francia - Galles - Inghilterra - Italia - Paesi Bassi - Spagna - Svezia - Unione Sovietica | - Nuova Zelanda |

## Formula
Le 12 squadre furono ripartite in 4 gironi da 3 squadre ciascuna.
Ogni squadra incontrò le altre due del girone (2 punti vittoria, 1 a pareggio e 0 a sconfitta).
La prima classificata di ogni girone accedette alle semifinali per il titolo; le altre otto squadre disputarono invece i play-off per il quinto posto.
Tutta la fase a eliminazione fu in gara unica.
Non furono previste né la gara di assegnazione per il terzo posto né quelle di assegnazione dei posti sotto al sesto.

## Gironi
| Girone 1                          | Girone 2                      | Girone 3                                       | Girone 4                        |
| --------------------------------- | ----------------------------- | ---------------------------------------------- | ------------------------------- |
| - Canada - Galles - Nuova Zelanda | - Francia - Giappone - Svezia | - Paesi Bassi - Stati Uniti - Unione Sovietica | - Inghilterra - Italia - Spagna |

## Fase a gironi

### Girone 1
| Data           | Incontro               | Risultato | Sede    |
| -------------- | ---------------------- | --------- | ------- |
| 6 aprile 1991  | Nuova Zelanda ― Canada | 24-8      | Cardiff |
| 8 aprile 1991  | Galles ― Canada        | 9-9       | Dublino |
| 10 aprile 1991 | Galles ― Nuova Zelanda | 6-24      | Rhondda |

|   | Classifica    | G | V | N | P | PF | PS | P±  | PT |
| - | ------------- | - | - | - | - | -- | -- | --- | -- |
| 1 | Nuova Zelanda | 2 | 2 | 0 | 0 | 48 | 14 | +34 | 4  |
| 2 | Canada        | 2 | 0 | 1 | 1 | 17 | 33 | -16 | 1  |
| 3 | Galles        | 2 | 0 | 1 | 1 | 15 | 33 | -18 | 1  |

### Girone 2
| Data           | Incontro           | Risultato | Sede        |
| -------------- | ------------------ | --------- | ----------- |
| 6 aprile 1991  | Francia ― Giappone | 62-0      | Port Talbot |
| 8 aprile 1991  | Francia ― Svezia   | 37-0      | Cardiff     |
| 10 aprile 1991 | Giappone ― Svezia  | 0-20      | Rhondda     |

|   | Classifica | G | V | N | P | PF | PS | P±  | PT |
| - | ---------- | - | - | - | - | -- | -- | --- | -- |
| 1 | Francia    | 2 | 2 | 0 | 0 | 99 | 0  | +99 | 4  |
| 2 | Svezia     | 2 | 1 | 0 | 1 | 20 | 37 | -17 | 2  |
| 3 | Giappone   | 2 | 0 | 0 | 2 | 0  | 82 | -82 | 0  |

### Girone 3
| Data           | Incontro                       | Risultato | Sede      |
| -------------- | ------------------------------ | --------- | --------- |
| 6 aprile 1991  | Paesi Bassi ― Stati Uniti      | 0-7       | Pontypool |
| 8 aprile 1991  | Paesi Bassi ― Unione Sovietica | 28-0      | Rhondda   |
| 10 aprile 1991 | Stati Uniti ― Unione Sovietica | 46-0      | Cardiff   |

|   | Classifica       | G | V | N | P | PF | PS | P±  | PT |
| - | ---------------- | - | - | - | - | -- | -- | --- | -- |
| 1 | Stati Uniti      | 2 | 2 | 0 | 0 | 53 | 0  | +53 | 4  |
| 2 | Paesi Bassi      | 2 | 1 | 0 | 1 | 28 | 7  | +21 | 2  |
| 3 | Unione Sovietica | 2 | 0 | 0 | 2 | 0  | 74 | -74 | 0  |

### Girone 4
| Data           | Incontro             | Risultato | Sede    |
| -------------- | -------------------- | --------- | ------- |
| 6 aprile 1991  | Inghilterra ― Spagna | 12-0      | Swansea |
| 8 aprile 1991  | Inghilterra ― Italia | 25-9      | Rhondda |
| 10 aprile 1991 | Italia ― Spagna      | 7-13      | Cardiff |

|   | Classifica  | G | V | N | P | PF | PS | P±  | PT |
| - | ----------- | - | - | - | - | -- | -- | --- | -- |
| 1 | Inghilterra | 2 | 2 | 0 | 0 | 37 | 9  | +28 | 4  |
| 2 | Spagna      | 2 | 1 | 0 | 1 | 13 | 19 | -6  | 2  |
| 3 | Italia      | 2 | 0 | 0 | 2 | 16 | 38 | -22 | 0  |

## Fase aplay-off

### Play-offper il 5º posto
|  | Quarti di finale | Quarti di finale | Quarti di finale |        |             | Semifinale  | Semifinale | Semifinale |  |  | Finale 5º posto | Finale 5º posto | Finale 5º posto |  |
|  |                  |                  |                  |        |             |             |            |            |  |  |                 |                 |                 |  |
|  | Canada           | Canada           | 38               |        |             |             |            |            |  |  |                 |                 |                 |  |
|  | Canada           | Canada           | 38               |        |             |             |            |            |  |  |                 |                 |                 |  |
|  | Unione Sovietica | Unione Sovietica | 0                |        |             |             |            |            |  |  |                 |                 |                 |  |
|  | Unione Sovietica | Unione Sovietica | 0                |        | Canada      | Canada      | 6          |            |  |  |                 |                 |                 |  |
|  |                  |                  |                  |        | Canada      | Canada      | 6          |            |  |  |                 |                 |                 |  |
|  |                  |                  | Italia           | Italia | 0           |             |            |            |  |  |                 |                 |                 |  |
|  | Italia           | Italia           | Italia           | Italia | 0           | 18          |            |            |  |  |                 |                 |                 |  |
|  | Italia           | Italia           |                  |        |             |             |            |            |  |  |                 |                 |                 |  |
|  | Svezia           | Svezia           | 0                |        |             |             |            |            |  |  |                 |                 |                 |  |
|  | Svezia           | Svezia           | 0                |        | Canada      | Canada      | 19         |            |  |  |                 |                 |                 |  |
|  |                  |                  |                  |        |             |             |            |            |  |  |                 |                 |                 |  |
|  |                  |                  | Spagna           | Spagna | 4           |             |            |            |  |  |                 |                 |                 |  |
|  | Galles           | Galles           | Spagna           | Spagna | 4           | 3           |            |            |  |  |                 |                 |                 |  |
|  | Galles           | Galles           |                  |        |             |             |            |            |  |  |                 |                 |                 |  |
|  | Paesi Bassi      | Paesi Bassi      | 6                |        |             |             |            |            |  |  |                 |                 |                 |  |
|  | Paesi Bassi      | Paesi Bassi      | 6                |        | Paesi Bassi | Paesi Bassi | 0          |            |  |  |                 |                 |                 |  |
|  |                  |                  |                  |        | Paesi Bassi | Paesi Bassi | 0          |            |  |  |                 |                 |                 |  |
|  |                  |                  | Spagna           | Spagna | 8           |             |            |            |  |  |                 |                 |                 |  |
|  | Giappone         | Giappone         | Spagna           | Spagna | 8           | 0           |            |            |  |  |                 |                 |                 |  |
|  | Giappone         | Giappone         |                  |        |             |             |            |            |  |  |                 |                 |                 |  |
|  | Spagna           | Spagna           | 30               |        |             |             |            |            |  |  |                 |                 |                 |  |

#### Quarti di finale
| Cardiff 11 aprile 1991                                  | Canada | 38 – 0 referto | Unione Sovietica | Arms Park |
| Peterson (2) Williams (2) Fuchs Haimovici mt Stephen tr |        |                |                  |           |
|                                                         |        |                |                  |           |
| Peterson (2) Williams (2) Fuchs Haimovici               | mt     |                |                  |           |
| Stephen                                                 | tr     |                |                  |           |

| Cardiff 11 aprile 1991                                   | Italia | 18 – 0 referto | Svezia | Arms Park |
| Nave 14’ Tondinelli 36’ Bisetto 73’ mt Nave 5’, 80’ c.p. |        |                |        |           |
|                                                          |        |                |        |           |
| Nave 14’ Tondinelli 36’ Bisetto 73’                      | mt     |                |        |           |
| Nave 5’, 80’                                             | c.p.   |                |        |           |

| Cardiff 11 aprile 1991 | Galles | 3 – 6 referto | Paesi Bassi |  |

| Cardiff 11 aprile 1991 | Giappone | 0 – 32 referto | Spagna |  |

#### Semifinali
| Cardiff 12 aprile 1991        | Canada | 6 – 0 referto | Italia | Ely Memorial Ground |
| Haimovici 40’ mt Darby 40’ tr |        |               |        |                     |
|                               |        |               |        |                     |
| Haimovici 40’                 | mt     |               |        |                     |
| Darby 40’                     | tr     |               |        |                     |

| Cardiff 12 aprile 1991 | Paesi Bassi | 0 – 8 referto | Spagna | Ely Memorial Ground |

#### Finale per il 5º posto
| Cardiff 13 aprile 1991 | Canada | 19 – 4 referto | Spagna | Ely Memorial Ground |

### Play-offper il titolo
|  | Semifinali    | Semifinali    | Semifinali  |             |             | Finale      | Finale | Finale |  |
|  |               |               |             |             |             |             |        |        |  |
|  | Nuova Zelanda | Nuova Zelanda | 0           |             |             |             |        |        |  |
|  | Nuova Zelanda | Nuova Zelanda | 0           |             |             |             |        |        |  |
|  | Stati Uniti   | Stati Uniti   | 7           |             |             |             |        |        |  |
|  | Stati Uniti   | Stati Uniti   | 7           |             | Stati Uniti | Stati Uniti | 19     |        |  |
|  |               |               |             |             | Stati Uniti | Stati Uniti | 19     |        |  |
|  |               |               | Inghilterra | Inghilterra | 6           |             |        |        |  |
|  | Francia       | Francia       | Inghilterra | Inghilterra | 6           | 0           |        |        |  |
|  | Francia       | Francia       |             |             |             |             |        |        |  |
|  | Inghilterra   | Inghilterra   | 13          |             |             |             |        |        |  |

#### Semifinali
| Arbitro: | Gareth Symmons |

|  |      |          |
|  | mt   | 59’ Bond |
|  | c.p. | 5’ Harju |

| Arbitro: | Ken Rowlands |

|                       |      |  |
| Burns 45’ Francis 70’ | mt   |  |
| Burns 70’             | tr   |  |
| Burns 35’             | c.p. |  |

#### Finale
| Arbitro: | Les Peard |

| |              | |
| Godwin 45’, 48’ Connell 58’                                                                                             | mt           | 15’ tecnica |
| Harju 45’, 58’ | tr           | 15’ Burns |
| Harju 33’ | c.p.         | |
| Sullivan Jervey Orsini Crawford Meredith Harju Connell Hertz Thompson Sorson Rutkowski Flanagan Godwin Whitehead Flores | Formazioni   | · J. Mitchell 63’ · Stennett · Robson · Williets · Francis · Almond · E. Mitchell · Ewing · Dorrington · Watts · Wenn · Stirrup · Ross · Isherwood · Burns |
| | Sostituzioni | · Prangnell 63’ |

## Classifica finale
Non esiste una graduatoria ufficiale.
Se i primi sei posti furono determinati tramite gara (il terzo posto fu condiviso), quelli dal settimo al dodicesimo non furono assegnati; prendendo come riferimento i play-off per il quinto posto e per ogni turno i punti di scarto in ordine crescente, alle spalle della sesta classificata figurano le due semifinaliste e — a seguire — le quattro quartifinaliste perdenti.
|               | Squadra          |
| ------------- | ---------------- |
|               | Stati Uniti      |
|               | Inghilterra      |
|               | Francia          |
| Nuova Zelanda |                  |
| 5             | Canada           |
| 6             | Spagna           |
| 7             | Italia           |
| 7             | Paesi Bassi      |
| 9             | Galles           |
| 9             | Svezia           |
| 9             | Giappone         |
| 9             | Unione Sovietica |

## Il post-torneo
Nonostante il buon successo di pubblico (circa 2000 spettatori assistettero alla finale) lo sbilancio tra entrate e uscite fu stimato a caldo tra le dieci e le quindicimila sterline, comprensivo delle spese straordinarie sostenute per sostenere la squadra sovietica e solo parzialmente coperte dalla solidarietà di privati e commercianti della zona.
Una più dettagliata revisione quantificò il passivo a circa 30000 sterline e Deborah Griffin si rivolse all’allora segretario della Rugby Football Union Dudley Wood facendogli presente l’obbligo morale della federazione di sostenere lo sforzo organizzativo fatto dalla sua controparte femminile, soprattutto per quanto concerneva il contenimento dei costi del torneo; al riguardo erano circolate voci sulla stampa circa il fatto che le quattro dirigenti inglesi avessero ipotecato le loro abitazioni per reperire fondi, ma Sue Dorrington in seguitò smentì in toto la circostanza.
Wood intercedette presso un fornitore di conoscenza della RFU e lo convinse a non fatturare il credito vantato, che costituiva la voce di passivo maggiore per le organizzatrici, e ripagò a nome della federazione gli altri debiti.
La notorietà guadagnata a seguito del torneo aiutò la promozione del rugby femminile in tutto il Regno Unito; tre anni più tardi l’Inghilterra prese la rivincita sugli Stati Uniti battendoli in finale della Coppa del Mondo successiva, e nel 1996 nacque l’Home Nations’ Championship, destinato a diventare il Sei Nazioni.
Nel 1998 l’International Rugby Board assunse la gestione diretta della manifestazione e ne ufficializzò a posteriori le edizioni 1991 e 1994.